# Kecamatan Tinah Pinem
Kecamatan Tinah Pinem är ett distrikt i Indonesien.   Det ligger i provinsen Sumatera Utara, i den västra delen av landet, 1 400 km nordväst om huvudstaden Jakarta.